# Pieter Hubertus Baltazaar Motké
Pieter Hubertus Baltazaar Motké, ook Motkée (Thorn, 10 januari 1826? – Pekalongan, 28 december 1872) was een Nederlandse inspecteur-generaal van financiën in Nederlands-Indië.

## Leven en werk
Motké werd in 1826 geboren als zoon van de schoenmaker Jan Jakob Motkée en Gertrudis Elisabeth Paulussen. Zijn vader overleed in 1843. Motké moest als oudste van de negen kinderen mee helpen de kost te verdienen. Hij koos voor een loopbaan binnen de belastingdienst. Binnen deze dienst maakte hij carrière. Hij werkte onder meer in Zeeland, Limburg en Groningen. In 1860 werd Motké benoemd tot hoofdinspecteur der Directe Belastingen In- en Uitgaande Rechten en Accijnzen bij het departement van Financiën in Den Haag. Hij vertegenwoordigde Nederland bij het sluiten van de Internationale Suikerconventie tussen Frankrijk, Engeland, België en Nederland in 1864 in Parijs. Voor zijn verdiensten ontving hij meerdere onderscheidingen. Zo werd hij in 1864 door de koning van Italië benoemd tot officier in de Orde van Sint-Mauritius en Sint-Lazarus. In 1865 werd hij door de Franse keizer benoemd tot officier in het Franse Legioen van Eer. In 1865 werd hij benoemd tot ridder in de Orde van de Nederlandse Leeuw. Ook was hij ridder in de Belgische Leopoldsorde.
In 1871 werd hij door koning Willem III als inspecteur-generaal naar Nederlands-Indië gestuurd met de opdracht om orde op zaken te stellen in de overheidsadministratie. Hij arriveerde op 25 februari 1872 in Batavia. Hij begon zijn werkzaamheden met een inspectiereis over Java. Aan het eind van het jaar 1872 verbleef hij in Samarang, waar hij ziek werd en verlammingsverschijnselen vertoonde. Hij overleed op 28 december 1872 op 46-jarige leeftijd in Pekalongan in - zo schrijft de Javabode - de armen van zijn daar aanwezige broer (Godefridus Ludovicus Leopold die hem op zijn reis naar Nederlands Indië vergezelde) en werd een dag daarna aldaar begraven. Knippenberg vermeldt dat er sprake geweest zou kunnen zijn van vergiftiging. De diverse krantenberichten die melding maken van het overlijden van Motké spreken over koortsaanvallen.
Twee jaar later werd op zijn sterfdag in Thorn een gedenkzuil met zijn beeltenis onthuld. Het beeld werd gemaakt door de beeldhouwer Henri Leeuw uit Roermond. Dezelfde beeldhouwer maakte ook het ontwerp voor een gedenkteken op het graf van Motké in Pekalongan. Ter gelegenheid van de onthulling schreef de dichter Michaël Smiets een feestcantate op muziek van de componist Jos Beltjens. De Gronings industrieel Willem Albert Scholten, die bevriend was met Motke, was initiatiefnemer tot dit monument. Scholten had een van zijn fabrieken - Motké in Zuidbroek - uit erkentelijkheid voor de advisering op fiscaal gebied door Motké naar hem genoemd. Scholten schonk ook een portret van Motké aan het Ministerie van Financiën.